# Godda
Godda là một thành phố và khu đô thị của quận Godda thuộc bang Jharkhand, Ấn Độ.

## Địa lý
Godda có vị trí 24°50′B 87°13′Đ / 24,83°B 87,22°Đ Nó có độ cao trung bình là 77 mét (252 feet).

## Nhân khẩu
Theo điều tra dân số năm 2001 của Ấn Độ, Godda có dân số 37.007 người. Phái nam chiếm 54% tổng số dân và phái nữ chiếm 46%. Godda có tỷ lệ 70% biết đọc biết viết, cao hơn tỷ lệ trung bình toàn quốc là 59,5%: tỷ lệ cho phái nam là 77%, và tỷ lệ cho phái nữ là 63%. Tại Godda, 15% dân số nhỏ hơn 6 tuổi.